# Dicranum trachyphyllum
Dicranum trachyphyllum är en bladmossart som beskrevs av Ferdinand François Gabriel Renauld och Jules Cardot 1896. Dicranum trachyphyllum ingår i släktet kvastmossor, och familjen Dicranaceae. Inga underarter finns listade i Catalogue of Life.